# Sant'Andrea Frius
Sant'Andrea Frius är en ort och kommun i provinsen Sydsardinien i regionen Sardinien i sydvästra Italien. Kommunen hade 1 747 invånare (2017).